# Marguerite-Thérèse Rouillé
Marguerite Thérèse Rouillé de Meslay (1660 - 27 octobre 1729) fut marquise de Noailles puis duchesse de Richelieu.

## Biographie
Marguerite Thérèse est la fille de Jean Rouillé, comte, puis marquis de Meslay, conseiller d'état ordinaire, et de Marie Anne de Comans d'Astric, son épouse. Sa date de naissance est douteuse [1]. 
Le 2 septembre 1718, elle achète à la Maison de La Trémoïlle la principauté de Poix, en Picardie, dont elle entreprend de faire reconstruire le château . Elle la transmet après elle au neveu de son premier époux, Philippe de Noailles, duc de Mouchy. 

### Premier mariage
Le 4 mai 1687, Marguerite Thérèse épouse Jean-François de Noailles dit le marquis de Noailles, maréchal des camps et armées du Roi, fils d'Anne de Noailles, 1er duc de Noailles, et d'Anne Louise Boyer. 
Il meurt en Flandres, au camp de Grozeillers, le 23 juin 1699 . 
De ce mariage, naissent trois filles, toutes mortes sans postérité avant leur mère :
- Louise Antoinette de Noailles (25 février 1688 - 21 août 1690) ;
- Anne Marie de Noailles (10 janvier 1691 - 17 juillet 1703) ;
- Anne-Catherine de Noailles (28 septembre 1694 - 7 novembre 1716), mariée avec  Louis-François-Armand de Vignerot du Plessis, duc de Richelieu

Vers 1698, Nicolas de Largillière peint son portrait en veuve du marquis de Noailles, désignant le portrait de celui-ci et entourée par ses deux filles . 
Cette œuvre se trouve aujourd'hui dans les collections du château de Parentignat .

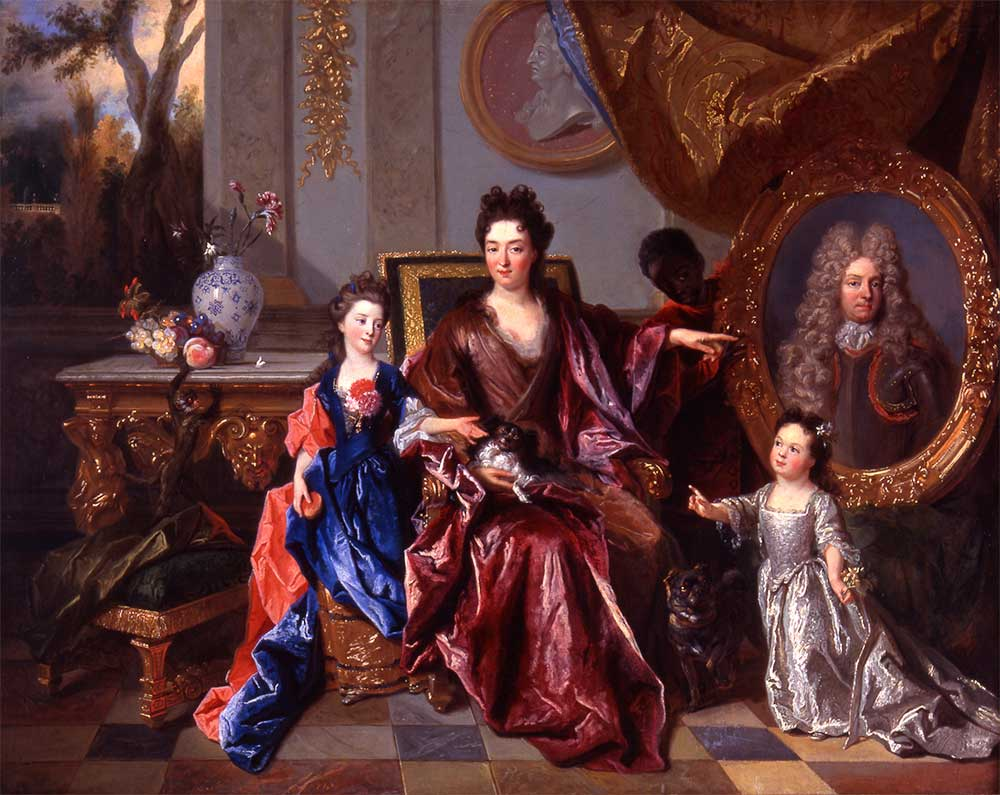
Marquise de Noailles et ses enfants - Nicolas de Largillière (collection du château de Parentignat).

### Second mariage
Devenue veuve, Marguerite Thérèse Rouillé de Meslay, marquise de Noailles, se remarie à Paris, paroisse Saint Sulpice, le 20 mars 1702, avec Armand-Jean de Vignerot du Plessis, duc de Richelieu. Marguerite mit comme condition le mariage à venir entre sa fille aînée et le fils du Duc. Celui-ci objectant la différence d'âge entre les deux enfants, la marquise lui aurait fait cette réponse : "Monsieur le duc, ma fille aînée peut ne pas vivre. Si un malheur venait à la frapper, votre fils épouserait l'autre. La différence d'âge serait moindre".[1] 
Né au Havre le 3 octobre 1629, il décède à Paris, paroisse Saint Sulpice, le 10 mai 1715 . Ce second mariage reste sans enfant .
Marguerite Thérèse Rouillé de Meslay, duchesse de Richelieu, meurt à Paris, paroisse Saint Sulpice, le 27 octobre 1729 

### Titres successifs
- 1660 - 4 mai 1687 - Mademoiselle de Meslay[9]
- 4 mai 1687 - 23 juin 1692 Madame la marquise de Noailles.
- 23 juin 1692 - 20 mars 1702 Madame la marquise douairière de Noailles   .
- 20 mars 1702 - 10 mai 1715 Madame la duchesse de Richelieu.
- 10 mai 1715 - 27 octobre 1729 Madame la duchesse douairière de Richelieu .

## Pour approfondir

### Pages connexes
- Meslay le Vidame
- Liste des seigneurs de Poix
- Maison de Noailles
- Duc de Richelieu